# Pheta
Pheta (en népalais : फेटा) est un comité de développement villageois du Népal situé dans le district de Bara. Au recensement de 2011, il comptait 6 952 habitants.